# Gianfrancesco Siazzu
Gianfrancesco Siazzu (Forlì, 20 agosto 1941) è un generale italiano.

## Biografia
Di origini sarde, coniugato, con due figli, ha intrapreso la carriera militare nel 1961, frequentando i corsi dell'Accademia militare di Modena e della Scuola di Applicazione di Torino.
A decorrere dal 24 agosto 1966 è passato all'Arma dei Carabinieri con il grado di tenente in servizio permanente.
Da ufficiale subalterno, dopo le prime esperienze quale comandante di plotone presso il 3º Battaglione Carabinieri "Lombardia", dal 1966 al 1968, e il 7º Battaglione Carabinieri "Trentino-Alto Adige", dal 1968 al 1969, ha retto il comando del Nucleo Eliportato di Abbasanta, della Compagnia di Ivrea ed è stato ufficiale addetto all'Ufficio Addestramento e Regolamenti del Comando generale dell'Arma dei Carabinieri.
Da ufficiale superiore ha ricoperto gli incarichi di capo Ufficio Addestramento e Studi della Scuola ufficiali carabinieri (dal 1984 al 1985), comandante del 13º Battaglione carabinieri "Friuli-Venezia Giulia" (dal 1985 al 1987), e comandante del Gruppo di Taranto (dal 1987 al 1990).
Dal 1990 al 1993 è stato direttore del Centro di Psicologia Applicata e Comandante del Centro nazionale di selezione e reclutamento del Comando generale dell'Arma dei Carabinieri.
Dall'ottobre del 1993 al giugno del 1995 ha ricoperto l'incarico di Capo di Stato Maggiore della 4ª Divisione Carabinieri "Culqualber", con sede a Messina.
È stato comandante del Reparto Autonomo del Comando generale dell'Arma dei Carabinieri dal 26 giugno 1995 al 20 giugno 1996.
A partire dal mese di giugno 1996 ha comandato, per un biennio, la Regione Carabinieri Sardegna ed è stato comandante della Regione Carabinieri Lazio dal 1998 al 2000.
Dal settembre 2000 ha assolto l'incarico di comandante del Comando Carabinieri Ministero Affari Esteri e dal luglio 2001 è stato, per un triennio, direttore della Scuola di Perfezionamento per le Forze di Polizia.
Dal 2 agosto 2004 ha ricoperto l'incarico di comandante interregionale Carabinieri "Pastrengo" in Milano fino al 5 luglio 2006.
Dal 6 luglio 2006 al 22 luglio 2009 è stato il Comandante generale dell'Arma dei Carabinieri.
È laureato in Scienze Strategiche e ha frequentato il 102º Corso Superiore di Stato Maggiore e il 7º Corso Internazionale di Alta specializzazione per le Forze di Polizia.
Nel corso della carriera gli sono stati conferiti due encomi solenni e un elogio.

## Onorificenze
Medagliere del generale Gianfrancesco Siazzu: